# Dioris Valladares
Nelson Isidro de la Altagracia Valladares (Dioris Valladares; * 14. August 1916 in San Pedro de Macoris; † 22. Juli 2001) war ein puerto-ricanischer Komponist, Arrangeur, Sänger, Bandleader, Gitarrist und Perkussionist.
Valladares begann seine musikalische Laufbahn Ende der 1930er Jahre in den USA, wo er mit verschiedenen Rumbagruppen tourte. Während des Zweiten Weltkrieges diente er in der USA Army. Nach 1945 arbeitete er u. a. mit den Orchestern von Xavier Cugat, Noro Morales, Anselmo Sacasas, José Curbelo, Enric Madriguera und Roger King Mozian zusammen. 1950 wurde er Mitglied in Juan Sanabrias Band, die im Havana Madrid Night Club am Broadway beheimatet war und jährlich bei den Harvest Moon Balls der Daily News auftrat.
Nach Erfolgen mit Sanabria im Club Caborrojeña engagierte Rafael Pérez ihn und die Band zu Aufnahmen bei seinem Label Ansonio Records. Nachdem auch diese Aufnahmen erfolgreich waren, organisierte Pérez ein Conjunto Típico Cibaeño mit Valladares als Leadsänger und Angel Viloria als Bandleader und Akkordeonist. Die Aufnahmen dieser und anderer Merenguegruppen aus den frühen 1950er Jahren erschienen bei Ansinio auf dem Album Angel Viloria y su Conjunto Típico Cibaeño.
Die Gruppe löste sich auf, als 1953 sowohl der Saxophonist Rámon García und der Tamboraspieler Luis Quintero als auch Viloria und Valladares eigene Bands gründeten. Valladares’ Band residierte zwei Jahre lang im Gloria Palace in der New Yorker Germantown, und es entstanden weitere LPs bei Ansonia. 1961 unterzeichnete er einen Vertrag beim Label Alegre und veröffentlichte dort die Pachanga-LP Vete Pa'l Colegio; der Titel-Track wurde von Roger King Mozian nach einem Text des Alegregründers Al Santiago komponiert. 1973 folgte die LP Yo La Vi Vol. II. Später erschien er auf mehreren Alben von Cesta All-Stars: Live Jam Session (Ende der 1960er Jahre), Salsa Festival und Pa 'Bailar Na' Ma (1977). Seit den 1980er Jahren lebte er auf Long Island und trat nur noch gelegentlich auf. 